# Мистический анархизм
Мистический анархизм, также анархо-мистицизм, — философско-эстетическая теория Георгия Чулкова, а также подобные ей сочетания гностицизма, мистицизма и анархистской теории.

## История

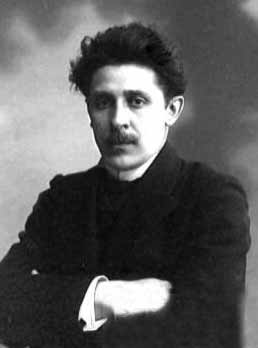
Георгий Чулков

Г. И. Чулков выдвинул свою теорию (он называл её «Учением о путях последнего освобождения»), находясь под влиянием концепции Вячеслава Иванова о «мистическом энергетизме» и его идей о «соборности» и «свободном, „анархическом“ единении людей, связанных общностью сознания». Идеи, излагавшиеся Чулковым, обсуждались на Ивановских средах и других встречах. Впервые термин «мистический анархизм» был использован Чулковым в нескольких статьях, опубликованных в 1905 году в журнале «Вопросы жизни».
В июне 1906 года Чулков опубликовал книгу «О мистическом анархизме». Автор получил негативные отзывы на свою работу в письмах от А. Блока и Ф. Сологуба, в августе вышли разгромные рецензии от В. Брюсова и З. Гиппиус. Отзывы в журнале «Весы» сопровождались личными выпадами против Чулкова. В течение последовавших после публикации книги двух лет на страницах журнала против мистического анархизма была развёрнута целая кампания, одним из наиболее активных участников которой был А. Белый.
Теория Чулкова стала причиной запальчивой дискуссии среди символистов. В августе 1907 года, когда Чулков провозгласил в статье «Молодая поэзия» новое литературное течение «мистический реализм», споры достигли максимума. «О „мистическом анархизме“ иначе как с пеною у рта не говорят» (В. Ф. Нувель). Но уже в течение 1908 года полемика вокруг теории сошла на нет.
В мистическом анархизме, ставшем заметным явлением на фоне революционных настроений в России 1905—1907 годов, Г. Чулков попытался «соединить мистическое мироощущение с социальными воззрениями эпохи». Основные положения теории состояли в следующем:
- «борьба с догматизмом в религии, философии морали и политике»[7],
- «утверждение мистической личности в общественности»[8], внутренняя свобода личности[1],
- устремление к соборности, сверхиндивидуализм,
- неприятие мира («мистико-анархисты не принимают мира как такового и мечтают о мире преображённом»)[1].

Доктрина Чулкова, изложенная им в книге 1906 года, имела «теоретические недочёты, сумбурность изложения и несамостоятельность». Блок обращал внимание на то, что теория мистического анархизма построена «на лирических основаниях». Брюсов отмечал, что изложенные Чулковым идеи принадлежат «Кропоткину, Бакунину, В. Розанову, Д. Мережковскому, Вл. Соловьёву, Ф. Достоевскому».
Тем не менее, мистический анархизм «в какой-то мере отразил настроения части русской интеллигенции — „хилиастические надежды, вызванные революцией 1905 г. у многих символистов“» и стал первым явным предвестником произошедшего в 1910 году раскола русского символизма на эстетов и мистиков.
После Февральской революции 1917 года в Россию из Франции вернулся анархист-эмигрант Апполон Карелин. Как показывал в 1933 году на допросе в ОГПУ М. И. Сизов, в 1920 году вместе с Андреем Белым Карелин создал «Восточный отряд Тамплиеров Всемирного ордена Тамплиеров» (в других источниках его называют ещё «Орден света») — законспирированную организацию, которая сочетала в себе элементы масонства и анархизма. В это же время к ним присоединился Алексей Солонович.
К началу 1930-х годов ОГПУ арестовало большинство членов анархо-мистических кружков в СССР, но ещё в 1924 году Карелин и Солонович создали своеобразный «спасительный» филиал своего «ордена» в среде русской эмиграции в США. Инициатором этого стал Е. З. Долинин (Моравский). В 1924 году в США Долинин вместе с М. И. Рубежаниным договорились о финансовой поддержке со стороны Федерации русских рабочих США и Канады и стали издавать газету «Рассвет», а с 1927 года — журнал «Пробуждение». Они выполняли функцию информационной поддержки анархо-мистических кружков в СССР, однако по мере усиления репрессий против этих кружков получали все большую и большую автономию. Мистические анархисты подверглись критике со стороны анархо-синдикалистов. Г. П. Максимов, теоретик анархо-синдикализма, в 1933 году опубликовал в журнале «Дело труда» статью под названием «„Рассвет“ — проводник русского фашизма». В ней он упрекал Долинина и Рубежанина в том, что они «обслуживают все классы», что в своем стремлении предоставить публичную площадку для творческого самовыражения людей, они де-факто способствуют реабилитации реакционных сил, что дискредитирует анархизм как рабочее революционное движение. Авторитет Максимова в рабочем сегменте русской диаспоры в США был очень велик. Поэтому когда к концу 1930-х годов в среде русских анархистов-эмигрантов встал вопрос о слиянии «Пробуждения» с журналом «Дело труда», стало ясно, что мистический анархизм среди русских эмигрантов не приветствуется. Вскоре и газета «Рассвет» стала стремительно терять читателей. В 1939 году оба издания были закрыты.

## Известные мистические анархисты
- Анархо-мистики (категория)